# Bremond
Pour les articles homonymes, voir Brémond.
La ville de Bremond (en anglais [ˈbriːmɒnd]) est située dans le comté de Robertson, dans l’État du Texas, aux États-Unis. Elle comptait 929 habitants lors du recensement de 2010.

## Source
- (en) Cet article est partiellement ou en totalité issu de l’article de Wikipédia en anglais intitulé « Bremond, Texas » (voir la liste des auteurs).